# Atanas Gerov
Atanas Gerov (né le 8 octobre 1945) est un footballeur international bulgare. Il participe aux Jeux olympiques d'été de 1968, remportant la médaille d'argent avec la Bulgarie.

## Biographie

### En club
Atanas Gerov joue cinq matchs en Coupe des villes de foires (ancêtre de la Ligue Europa) avec le club du Slavia Sofia.

### En équipe nationale
Atanas Gerov reçoit sept sélections en équipe de Bulgarie entre 1967 et 1968, sans inscrire de but.
Il joue son premier match en équipe nationale le 22 mars 1967, en amical contre l'Albanie (défaite 2-0 à Tirana).
Il participe ensuite aux Jeux olympiques d'été de 1968 organisés au Mexique. Il joue cinq matchs lors du tournoi olympique.

## Palmarès

### équipe de Bulgarie
- Jeux olympiques de 1968 :
  -  Médaille d'argent.

### CSKA Sofia
- Coupe de Bulgarie :
  - Vainqueur : 1965.